# كونتات نامور

شعار كونتات ومرغريفات نامور.

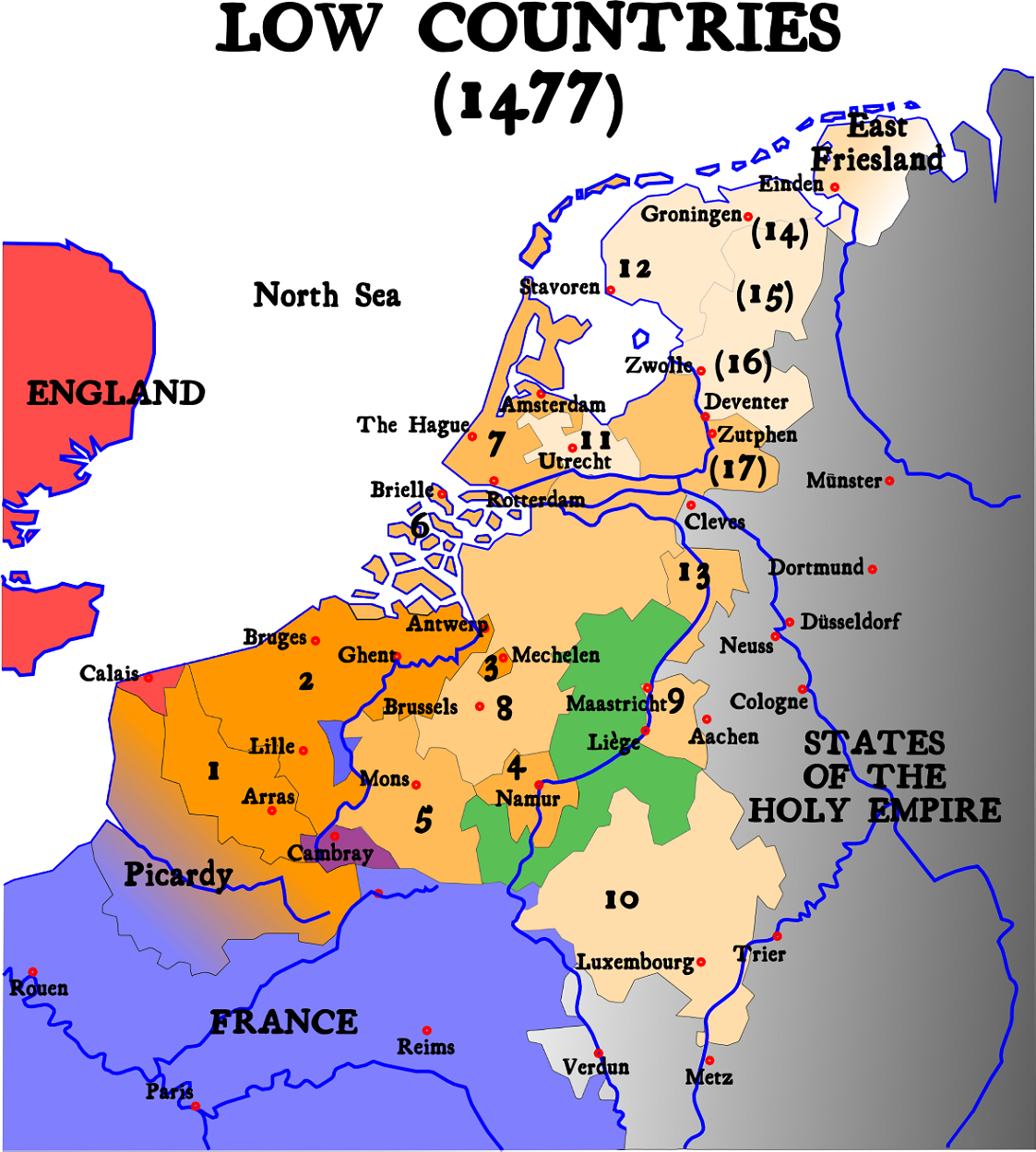
خريطة البلدان المنخفضة في 1477. مقاطعة نامور رقم 4.

فيما يلي قائمة كونتات أو مرغريفات نامور.
لم تكن نامور ولاية مستقلة، وإنما تابعة تحت كونتيات هينو وفلاندرز أو دوقية برغونية.
مفاتيح
ملاحظة: الخلافة من الأب إلى الابن ما لم يذكر ذلك، و «ح» تعني «بداية الحكم».

## كونتات نامور

### أسرة نامور
- روبرت الأول (ح. 946 - 992).
- ألبرت الأول (ح. 992 - 1010).
- روبرت الثاني (ح. 1010 - ؟1018).
- ألبرت الثاني (ح. 1018 - ؟1063).
- ألبرت الثالث (ح. 1063 - 1102).
- غوفردي الأول (ح. 1102 - 1139).
- هنري الأول (ح. 1139 - 1189)
  - أليس شقيقته، وهي زوجة بالدوين الرابع، كونت هينو.

## مارغريفات نامور

### أسرة هينو
- بالدوين الأول (ح. 1189 - 1195)، ابن شقيقته.
- فيليب الأول (ح. 1195 - 1212).
- يولاندا (ح. 1212 - 1217)؛ شقيقته، وأيضا: إمبراطورة القسطنطينية اللاتينية كـ يولاندا الأول، متزوجة من بيتر الثاني من كورتيناي.

### أسرة كورتيناي
- فيليب الثاني (ح. 1217 - 1226).
- هنري الثاني (ح. 1226 - 1229)، شقيقه.
- مارغريت (ح. 1229 - 1237)، أشقائها.
- بالدوين الثاني (ح. 1237 - 1256)، أشقائه، وأيضا: إمبراطورة القسطنطينية اللاتينية كـ بالدوين الثاني.

### أسرة لوكسمبورغ
- هنري الثالث (ح. 1256 - 1265)، هو حفيد هنري الأول، أخدها بالقوة.

### أسرة دامبير
- غي الأول (ح. 1265 - 1297)، شراءها من قريبه بالدوين الثاني، طرد هنري الثالث منها.
- جان الأول (ح. 1297 - 1330).
- جان الثاني (ح. 1330 - 1335).
- غي الثاني (ح. 1335 - 1336)، شقيقه.
- فيليب الثالث (ح. 1336 - 1337)، شقيقه.
- ويليام الأول (ح. 1337 - 1391)، أشقائه.
- ويليام الثاني (ح. 1391 - 1418).
- جان الثالث (ح. 1418- 1421؛ توفي في 1429)، شقيقه.

في 1421 جان الثالث باع عقاراته إلى فيليب الطيب دوق برغونية.

### أسرة فالوا-برغونية
- 1405-1419: جان الرابع الشجاع.
- 1419-1467: فيليب الرابع الطيب.
- 1467-1477: شارل الثاني الجريء.
- 1477-1482: ماري الثرية، ابنة، متزوجة

### أسرة هابسبورغ
- 1519-1493: ماكسيمليان، الزوج وأيضا: إمبراطور الروماني المقدس كـ ماكسيمليان الأول.
- 1556-1519: شارل الثاني، حفيد، وأيضا: ملك إسبانيا كـ كارلوس الأول وإمبراطور الروماني المقدس كـ كارل الخامس.

أعلن شارل الثاني ضم نامور مع غيرها من المناطق المجاورة في كيان جديد عرف بـ الأراضي المنخفضة من خلال مرسوم عملي 1549، وعند انقسام الإمبراطورية بين ورثة كارل الخامس: ذهبت البلدان المنخفضة بما في ذلك نامور إلى ابنه فيليب الثاني ملك إسبانيا من الفرع الإسباني.
- 1598-1566: فيليب الخامس، أيضا: ملك إسبانيا كـ فيليب الثاني.
- 1621-1598: إيزابيلا كلارا يوجينيا، مع زوجها ألبرت النمساوي.
- 1665-1621: فيليب السادس، ابن أخوها، أيضا: ملك إسبانيا كـ فيليب الرابع.
- 1700-1665: شارل الثالث، أيضا: ملك إسبانيا.

بين 1706 و 1714 تعرضت نامور للغزو من قبل الإنجليز والهولنديين خلال حرب الخلافة الإسبانية بعد صراع بين أسرتين هابسبورغ وبوربون، وفي 1712 تم التنازل عن لوكسمبورغ ونامور لصالح ماكسيميليان الثاني إيمانويل ناخب بافاريا من قبل حلفائه الفرنسيين، ولكن مع نهاية الحرب في عام 1713 بموجب معاهدة أوتريخت أستقر إيمانويل كـ ناخب بافاريا بينما ذهبت نامور إلى فرع النمساوي من آل هابسبورغ، جنباً إلى جنب مع بقية هولندا الإسبانية.
- 1740-1714: شارل الرابع، حفيد فيليب الخامس، وأيضا: إمبراطور الروماني المقدس.
- 1780-1740: ماريا تيريزا مع زوجها فرانتس الأول، ابنته، وأيضا: ملكة المجر وبوهيميا.
- 1790-1780: يوزف الأول، أيضا: إمبراطور الروماني المقدس كـ يوزف الثاني.
- 1792-1790: ليوبولد الأول، شقيقه، أيضا: إمبراطور الروماني المقدس.
- 1835-1792: فرانتس الثاني، أيضا: إمبراطور الروماني المقدس كـ فرانتس الثاني، وإمبراطور النمسا كـ فرانتس الأول.

تم إلغاء اللقب مع أعقاب موجة الثورة الفرنسية بحيث ضم نامور إلى فرنسا في عام 1795، على الرغم من أن اللقب أصبح من ألقاب إدعاء من قبل أحفاد ليوبولد الثاني حتى عهد كارل الأول النمساوي، بعد نهاية الحروب النابليونية في 1815 أصبحت نامور تحت ولاء مملكة هولندا النشأة، ومنذ 1830 حتى الآن أصبحت تحت ولاء مملكة بلجيكا، ومع ذلك لم يتم إعطاء لأحد رسمياً.
- 1848-1835: فرديناند، أيضا: إمبراطور النمسا كـ فرديناند الأول.
- 1916-1848: فرانتس الثالث يوزف، ابن شقيقه، أيضا: إمبراطور النمسا-المجر كـ فرانتس يوزف الأول.